# Apolinary Kozub
Apolinary Kozub, ps. Bielenin (ur. 2 lutego 1920 w Targowiskach, zm. 23 kwietnia 2015 w Krakowie) – polski działacz państwowy i partyjny, ekonomista, w latach 1982–1990 przewodniczący Prezydium Wojewódzkiej Rady Narodowej w Krakowie.

## Życiorys
Urodził się w robotniczej rodzinie Antoniego i Marii. Ukończył studia ekonomiczne. Od 1955 do 1980 był dyrektorem Krakowskiej Fabryki Kabli, kierował także Kombinatem Przemysłu Kablowego „Polkabel”. Związał się z Polską Zjednoczoną Partią Robotniczą. W latach 70. należał też do egzekutywy Komitetu Dzielnicowego PZPR Kraków-Podgórze. Należał do Miejskiej Rady Narodowej w Krakowie, od 16 grudnia 1973 zasiadał w jej prezydium, potem do 1982 był jej przewodniczącym. Od 30 grudnia 1982 do 4 czerwca 1990 zajmował stanowisko przewodniczącego Prezydium Wojewódzkiej Rady Narodowej w tym mieście. Pełnił też funkcję sekretarza Społecznego Komitetu Odnowy Zabytków Krakowa.
Był konsultantem merytorycznym książki pt. Polski Przemysł Kablowy (2007).
Zmarł w Krakowie, pochowany na cmentarzu Podgórskim (kwatera XX-wsch.-31).

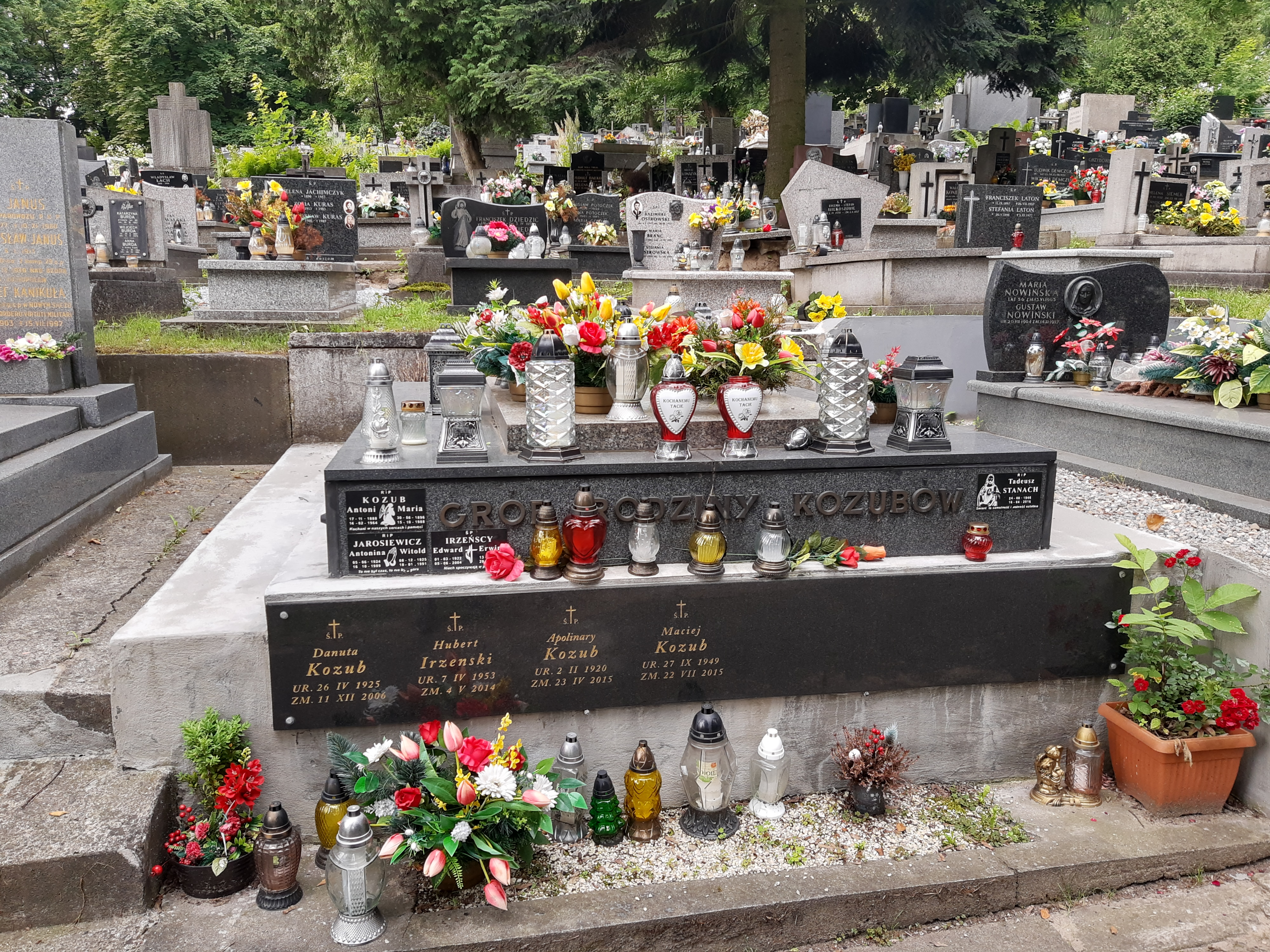
Grób Apolinarego Kozuba na cmentarzu Podgórskim w Krakowie

## Ordery i odznaczenia
- Order Sztandaru Pracy I klasy (1983)[9]
- Srebrny Krzyż Zasługi (1955)[10]
- Złota Odznaka „Za Pracę Społeczną dla miasta Krakowa” (1965)[11]